# Лазар Мијушковић
Лазар Мијушковић (Повија, 24. децембар 1867 — Београд, 29. септембар 1936), је био црногорски политичар и дипломата.

## Биографија
Рођен у Повији - Пјешивци 1867. године.
Завршио Високу школу за рударске инжењере у Паризу.
Министар финансија од 3. јуна 1903. године до децембра 1905. године.
Од 13. октобра 1913. године за изванредног посланика и опуномоћеног министра у Београду именован је Лазар Мијушковић који ће ту дужност обављати до 1915. године.
Мијушковић је био предсједник владе Црне Горе у вријеме капитулације у Првом свјетском рату јануара 1916. године. Са краљем Николом је отишао у избјеглиштво. На захтјев сила Антанте морао је да поднесе оставку.